# رومان أمالفيتانو
رومان أمالفيتانو (بالفرنسية: Romain Amalfitano) (27 أغسطس 1989 نيس فرنسا - ) هو لاعب كرة قدم فرنسي، يلعب كلاعب وسط لعب سابقاً في نادي الفيصلي .

## وصلات خارجية
رومان أمالفيتانو على موقع الاتحاد الأوربي (الإنجليزية)
- رومان أمالفيتانو على موقع رابطة كرة القدم الفرنسية للمحترفين (الإنجليزية)
- رومان أمالفيتانو على موقع قاعدة بيانات كرة القدم.إي يو (الإنجليزية)
- رومان أمالفيتانو على موقع ليكيب (الفرنسية)
- رومان أمالفيتانو على موقع Soccerbase.com (لاعب) (الإنجليزية)
- رومان أمالفيتانو على موقع Soccerway.com (الإنجليزية)
- رومان أمالفيتانو على موقع عالم كرة القدم.نت (الإنجليزية)
- رومان أمالفيتانو على موقع AS.com (الإسبانية)